# Джоуни Лоурър
Джоуни Мари Лоурър (на английски: Joanie Marie Laurer), или по-известна като Чайна (на английски: Chyna), е американска професионална кечистка, моделка, актриса, авторка, културистка и порнографска актриса.

## Избрана филмография
| Заглавие                    | Година |
| --------------------------- | ------ |
| 1 Night In China            | 2004   |
| Another Night In China      | 2009   |
| Backdoor To Chyna           | 2011   |
| Chyna Is Queen Of The Ring  | 2012   |
| Avengers XXX: A Porn Parody | 2012   |
| She Hulk XXX: A Porn Parody | 2013   |

## Награди
- AVN Awards (2006) – най-продавано заглавие на годината за 1 Night In China (2004)
- AVN Awards (2012) – най-знаменит секс запис за Backdoor To Chyna (2011)

## Титли и успехи
- International Wrestling Federation
  - IWF Women's Championship (1 път)

- Ladies International Wrestling Association
  - Новобранка на годината (1998)

- Professional Girl Wrestling Association
  - Новобранка на годината (1996)[3]

- Pro Wrestling Illustrated
  - Номер 106 от топ 500-те кечисти и кечистки на годината (2000) в PWI 500[4]

- World Wrestling Federation/WWE
  - WWF Intercontinental Championship (2 пъти)
  - WWF Women's Championship (1 път)
  - WWF/WWE зала на славата (класация на 2019 година) – като членка на D-Generation X[5]